# Nasso (Bobo-Dioulasso)
Pour les articles homonymes, voir Nasso.
Nasso est une commune rurale du département de Bobo-Dioulasso de la province du Houet dans la région des Hauts-Bassins au Burkina Faso.

## Géographie
Nasso est située dans le 7e arrondissement du département de Bobo-Dioulasso, à environ 10 km du centre de Bobo-Dioulasso.

## Éducation et santé
Nasso possède un centre de santé et de promotion sociale (CSPS), tandis que les hôpitaux de Bobo-Dioulasso assurent les actes plus importants.
Le territoire de la commune de Nasso accueille, depuis 1935, le grand séminaire Saint-Pierre-Claver dit « grand séminaire de Koumi » rattaché à l'archidiocèse de Bobo-Dioulasso pour la formation des prêtres burkinabès.